# راه‌آهن اینچیکور
راه‌آهن اینچیکور توسط راه‌آهن جنوب و وسترن در سال ۱۸۴۶ میلادی تأسیس شد و تبدیل به مرکز اصلی مهندسی راه‌آهن در ایرلند شد. این منطقه در حدود ۳۰۰۰۰۰ متر مساحت دارد.
این راه‌آهن در ایرلند مسئول تعمیرات اساسی، سرویس و شستشوی لوکوموتیوها و وسایل نقلیه را بر عهده دارد. ساخت، مونتاژ و بازسازی لوکوموتیوها و تجهیزات نورد در کارهای اینچیکور در گذشته انجام شده‌است.

## تاریخچه
در آغاز سال ۱۸۴۶ میلادی، ۳۹ نفر در این ایستگاه راه‌آهن مشغول به کار بودند. جایگاهی برای احداث لوکوموتیو با ۱۸ واگن در یک طرف و ۱۶ واگن در طرف دیگر داشت. تا سال ۱۸۸۶ مساحت این زمین به ۵۲ هکتار گسترش یافت. در سال ۱۹۷۶ میلادی بیش از یک هزار نفر در این بخش از راه‌آهن کار می‌کردند و ۷۲ هکتار وسعت زمین در بخش تعمیرات و نگهداری راه‌آهن اینچیکور بود. اینچیکور در کنار و در جنوب خط اصلی دوبلین تا کورک واقع در حدود ۳ کیلومتری ایستگاه هوستون (Kingsbridge سابق) واقع شده‌است. این خط همچنین در امتداد به واترفورد، لیمریک، آتلون، گالوی و بالینا خواهد رسید. خطوط دوبلین به بلفاست، اسلیگو و وکسفورد و توسط یک خط ریلی به نزدیکی ایستگاه هوستون دریافت وصل می‌شوند.
علاوه بر کارهایی که برای تعمیرات اساسی و تعمیرات سنگین استفاده می‌شود، ایستگاه اینچیکور همچنین دارای یک انبار برای نگهداری منظم لوکوموتیوها و کالسکه‌ها است.

## دستاوردهای راه‌آهن اینچیکور
علاوه بر ساخت و نگهداری قطار‌ها، لوکوموتیو‌ها، اتوبوس‌ها و کامیون‌ها، این کارها سبب شد تا مهندسین بسیار خبره ایجاد شوند؛ که توانایی تعمیر و نگهداری انواع وسایل نقلیه سنگین از جمله تانک و … را برعهده داشتند.
در همین حین برای مدتی قسمت راه‌آهن اینچیکور بسته شد و تا سال ۱۸۵۱ میلادی لوکوموتیو نمی‌ساخت، هیئت مدیره GS&WR در سال ۱۸۵۲ میلادی توانست پس از مدت‌ها اولین لوکوموتیو با شماره ۰-۴-۲ شماره ۵۷ وارد اینچیکور کند.
در دهه‌های ۱۹۲۰ میلادی و ۱۹۳۰ میلادی، مهندسان در کار با جیمز جی درام، «قطار باتری درام» را با استفاده از باتری‌های ذخیره‌سازی الکتریکی ساختند.
مسائل مربوط به تأمین زغال‌سنگ با کیفیت از سال ۱۹۴۱ میلادی سبب شد تا دانشمندان و کاوشگران به دنبال راهی آسان‌تر باشند که بتوانند سوخت مورد نیاز آن را تأمین کنند. تأمین زغال‌سنگ در سال۱۹۴۶ میلادی منجر به تبدیل تعدادی از لوکوموتیوها به سوختن نفت در سالهای ۱۹۴۷ میلادی و ۱۹۴۸ میلادی شد. افزایش در دسترس بودن زغال‌سنگ و مشکلات مربوط به قیمت نفت باعث شداز سال ۱۹۴۸ میلادی به زغال تبدیل شوند. در سال ۱۹۵۷ میلادی، علیرغم برنامه گازسوزی در حال اجرا است، تعداد یک عدد لوکوموتیو، CIÉ شماره CC1، ساخته شد اما هرگز نتوانست پروژه به پایان برسد. این آخرین لوکوموتیو بخار ساخته شده در اینچیکور و آخرین لوکوموتیو بخار ساخته شده برای راه‌آهن تجاری ایرلند بود.
در سال ۱۹۵۱ میلادی، کلاس CIE ۱۱۳ در اینچیکور ساخته شد. این اولین لوکوموتیو اصلی دیزلی در ایرلند بود.